# Gaspar Becerra
Gaspar Becerra Padilla (Baeza, 1520-Madrid, 23 de enero de 1568) fue un pintor y escultor del renacimiento español con gran influencia del italiano Miguel Ángel.

## Biografía
Nació en Baeza en el año 1520. Muy joven se trasladó a Roma, donde se formó como pintor. Colaboró con Vasari en la decoración de los techos de la Cancillería y posteriormente con Daniele da Volterra en la iglesia de la Trinità dei Monti —capilla Lucrecia della Rovere—. El contacto con estos y otros pintores manieristas, así como el estudio de los dibujos de Miguel Ángel, hicieron que su obra sentase las bases del romanismo en las escuelas del norte peninsular durante el último tercio del siglo xvi.  
Tras residir durante veinte años en Roma, regresó a España en 1556, un año después se encontraba en Zaragoza y en 1558 se declaró vecino de Valladolid, donde recibió el encargo del retablo mayor de la catedral de Astorga, León, una de sus principales obras. En 1562 fue nombrado pintor de corte de Felipe II, por lo que se trasladó a Madrid. Allí trabajó decorando con pinturas al fresco el techo de la Torre de la Reina en el Palacio Real de El Pardo (Historia de Perseo), conjunto que por fortuna se salvó del incendio de 1604; y pintó otros murales en el Alcázar de Madrid, no conservados. Allí hubo de decorar varias estancias, como la galería dorada o la Torre Dorada, con temas como alegorías de Los Cuatro Elementos y Las artes liberales; pero todo ello se perdió con el incendio y destrucción del edificio en 1734. Becerra murió en Madrid el 23 de enero de 1568.

### Obra

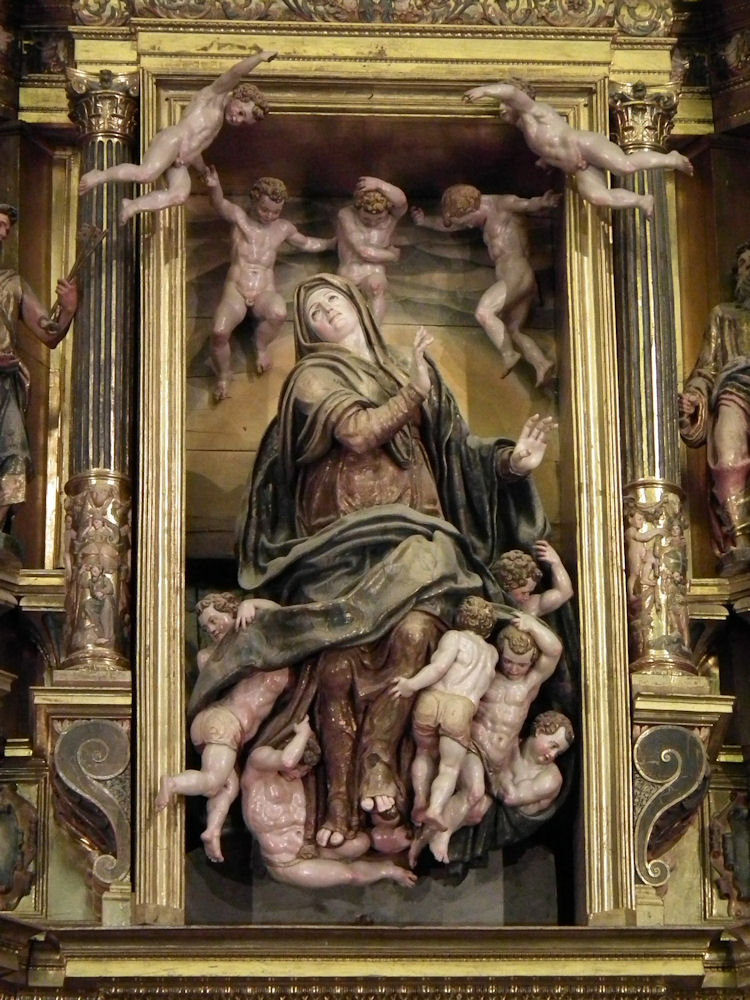
Retablo mayor de la catedral de Astorga.

Entre sus obras escultóricas más importantes se encuentran el retablo mayor de la catedral de Astorga, León (1558-1562) y el de las Descalzas Reales de Madrid (hacia 1563). De este último, incendiado en 1862, sólo se conservan los dibujos de su traza en la Biblioteca Nacional de España. También creó otro retablo para el convento de Santa Clara de Briviesca. Tuvo por ayudante a Juan de Ancheta en algunos trabajos.
Vicente Carducho le atribuyó los dibujos anatómicos que ilustran la Historia de la composición del cuerpo humano de Juan Valverde de Amusco, editada en Roma en 1556 por Antonio Martínez de Salamanca y varias veces reimpresa con estampas grabadas por Nicolas Béatrizet.
En lo que respecta a la imaginería, ejecutó a instancias de la reina Isabel de Valois la imagen de Nuestra Señora de la Soledad de la Victoria, primera talla con advocación a Nuestra Señora de la Soledad realizada en España, para el convento de la Victoria de Madrid, que fue tan imitada posteriormente por otros maestros castellanos. El convento fue desamortizado en el siglo xix, y la imagen pasó a la Colegiata de San Isidro, que fue incendiada en 1936 al comenzar la guerra civil española, desapareciendo la imagen.
También se le atribuyen un Cristo yacente eucarístico para las Descalzas Reales, objeto de procesión en Jueves Santo, y la imagen del Cristo de la Flagelación de la cofradía del Dulce Nombre de Jesús Nazareno de León.
También se le atribuye la virgen de las Angustias, patrona de Granada.
De su producción pictórica, se puede citar una Piedad de 1560 (Museo de Bellas Artes de Valencia). En el Museo del Prado se le atribuye una Magdalena penitente poco estudiada y un dibujo copia parcial de una sección del Juicio Final de Miguel Ángel. Otra sección del dibujo copia parcial del Juicio pertenece a la Real Academia de Bellas Artes de San Fernando.